# Hoàng Tuệ
Hoàng Tuệ (1922-1999) là một nhà ngôn ngữ học Việt Nam. Ông nguyên là viện trưởng Viện Ngôn ngữ học (Việt Nam).

## Cuộc đời
Hoàng Tuệ sinh ngày 20 tháng 9 năm 1922 tại xã Bảo Ninh, Đồng Hới, Quảng Bình.
Ông chuyên nghiên cứu về ngữ pháp học và ngôn ngữ học xã hội.
Ông mất ngày 27 tháng 6 năm 1999 (tức 14 tháng 5 âm lịch).
Giáo sư Hoàng Tuệ là cháu nội của cụ Huỳnh Côn

## Giải thưởng
- Huân chương Kháng chiến chống Pháp hạng Ba.
- Huân chương Kháng chiến chống Mỹ cứu nước hạng nhất.
- Huân chương Lao động hạng nhất.
- Huân chương Độc lập hạng Ba.
- Giải thưởng Nhà nước về khoa học công nghệ: Giải thưởng Nhà nước về khoa học công nghệ cho công trình cá nhân và Giải thưởng Nhà nước về khoa học công nghệ cho công trình tập thể "Từ điển tiếng Việt" (Hoàng Phê chủ biên)